# Скоморохов, Евгений Васильевич
Евге́ний Васи́льевич Скоморо́хов (11 июля 1945, Павловский Посад, Павлово-Посадский район, Московская область, РСФСР, СССР — 10 ноября 2002, Москва, Россия) — советский футболист, в 1990-е годы работал футбольным тренером. Мастер спорта России.

## Карьера

### Игровая
В качестве игрока Евгений Скоморохов выступал за команды «Калининец» «Молдова», «Рассвет» (позднее «Автомобилист») и «Пахтакор». В составе последнего он провёл один матч в Высшей лиге СССР, а также одну игру в рамках Кубка страны сезона 1967/68 против «Зари» из Луганска. В 24 года получил тяжёлую травму, а через два года был вынужден завершить карьеру футболиста.

### Тренерская
В 1978 году окончил ВНИИФК. С декабря 1988 года по август 1991 года занимал должность помощника тренера в московском «Торпедо». В сентябре 1991 года был назначен главным тренером. За оставшиеся три месяца последнего в истории чемпионата СССР помог команде взять бронзовые медали. В первом чемпионате России ушёл в августе.
В сезоне 1993/94 руководил иранским клубом «Эстегляль», который к тому времени был понижен до третьего дивизиона. Привёл коллектив к первому месту, по окончании сезона покинул клуб. В 1997 году получил назначение во владимирское «Торпедо» из третьей лиги. Вывел клуб с третьего места во второй дивизион, но в следующем году командой руководил уже Александр Соловьёв.
В 2000 году Скоморохов возобновил тренерскую карьеру, придя в китайский «Ляонин Хувин». В 2002 году вернулся в «Торпедо» Владимир и стал работать вместе с Валерием Ивановым. Под их руководством в сезоне 2002 торпедовцы провели 23 матча во втором дивизионе: одержали 4 победы, свели 3 игры вничью и проиграли 16 встреч.
10 ноября 2002 года скончался из-за проблем со здоровьем.